# Эндрюс, Дэниел
Дэниел Майкл Эндрюс (англ. Daniel Michael Andrews; род. 6 июня 1972, Уильямстаун) — государственный и политический деятель Австралии, лидер Лейбористской партии Виктории (2010—2023) года, премьер Виктории (2014—2023).

## Биография
Работал исследователем и политиком, затем был избран в Законодательное собрание Виктории на выборах 2002 года от избирательного округа Малгрейва. Поступил на службу при премьере Стиве Брэксе в 2006 году, а в 2007 году стал двигаться по карьерной лестнице при премьере Джоне Брамби. После поражения Джона Брамби на выборах 2010 года, следующим премьером стал Тед Байе, а Дэниел Эндрюс был избран лидером Лейбористской партии в Виктории и становится лидером оппозиции в Законодательном собрании.
В ноябре 2014 года Дэниел Эндрюс привёл лейбористов к победе на выборах 2014 года, а 4 декабря 2014 года был приведён к присяге в качестве премьера Виктории губернатором Алексом Черновым. На выборах 2018 года вновь привёл партию лейбористов к победе с увеличившимся большинством голосов. В 2020 году часто упоминался в СМИ в связи с руководством Викторией в период лесных пожаров и пандемии COVID-19.